# Санкт-Марайн-им-Мюрцталь
Санкт-Марайн-им-Мюрцталь (нем. Sankt Marein im Mürztal) — ярмарочная коммуна (нем. Marktgemeinde) в Австрии, в федеральной земле Штирия.
Входит в состав округа Брукк-Мюрццушлаг. Площадь коммуны составляет 29,49 км², население — 2804 человека (1 января 2021), плотность населения — 94 чел./км². Официальный код — 62146.

## География

### Административно-территориальное деление
Территория коммуны включает шесть населенных пункта (нем. Ortschaft) (в скобках указано количество жителей на 1 января 2021 года):
- Фрауэнберг (74)
- Грашниц (267)
- Грашницграбен (81)
- Санкт-Марайн-им-Мюрцталь (1555)
- Шальдорф (818)
- Зонлайтен-Виден (9)

В состав коммуны также входит четыре кадастровые общины (нем. Katastralgemeinden) (в скобках указана площадь на 31 декабря 2020 года):
- Фрауэнберг (2061.24 га)
- Грашниц (71.66 га)
- Зонлайтен (578.75 га)
- Санкт-Марайн-им-Мюрцталь (237.39 га)

### Соседние коммуны
| С-З | Капфенберг       | Санкт-Лоренцен-им-Мюрцталь |                      | С-В |
| З   |                  | Роза ветров                | Киндберг             | В   |
| Ю-З | Брукк-ан-дер-Мур | Пернегг-ан-дер-Мур         | Брайтенау-ам-Хохланч | Ю-В |

## Политическая ситуация
Бургомистр коммуны — Гюнтер Офнер (СДПА) по результатам выборов 2018 года.
Совет представителей коммуны (нем. Gemeinderat) состоит из 15 мест.
| Партия | 2020            | 2020    | 2015  | 2015    | 2010  | 2010    |
| Партия | Процент голосов | Мандаты | %     | Мандаты | %     | Мандаты |
| ------ | --------------- | ------- | ----- | ------- | ----- | ------- |
| СДПА   | 43,72           | 7       | 45,06 | 7       | 53,50 |         |
| АНП    | 42,40           | 6       | 27,64 | 4       | 32,64 |         |
| АПС    | 13,89           | 2       | 27,30 | 4       | 13,86 |         |

### Бургомистры
История бургомистров с 1850 года:
| С    | До   | Бургомистр            |                 | С               | До                    | Bürgermeister |
| ---- | ---- | --------------------- | --------------- | --------------- | --------------------- | ------------- |
| 1850 | 1874 | Матеуш Офнер          | 1941            | 1943            | Рудольф Айзенкёльбль  |               |
| 1874 | 1878 | Алоиз Пош             | 1943            | 1945            | Франц Хаммер          |               |
| 1878 | 1882 | Йозеф Вайсенгрубер    | 1945            | 1945            | Себастьян Паллер      |               |
| 1883 | 1904 | Алоиз Пош             | 1945            | 1960            | Эмиль Фальтус         |               |
| 1904 | 1913 | Георг Баумгартнер     | 1960            | 1975            | Вильгельм Баумгартнер |               |
| 1913 | 1919 | Эрвин Йокеш           | 1975            | 1980            | Макс Шёркмайер        |               |
| 1919 | 1922 | Франц Томюллер        | 1980            | 1993            | Ганс Шенк             |               |
| 1922 | 1926 | Франц Хофер           | 1993            | 2004            | Франц Аннигер         |               |
| 1926 | 1931 | Франц Колльмент       | 2004            | 2016            | Руперт Вробель        |               |
| 1933 | 1934 | Константин Каммерофер | 2016            | 2018            | Дорис Шуттинг         |               |
| 1935 | 1938 | Петер Мандельбергер   | с 9 апреля 2018 | с 9 апреля 2018 | Гюнтер Офнер          |               |
| 1938 | 1941 | Вальтер Кубитца       |                 |                 |                       |               |

## Персоналии
- Дитрих Матешиц (род. 1944) — австрийский бизнесмен, создатель компании Red Bull GmbH.